# Leptoneta brunnea
Leptoneta brunnea är en spindelart som beskrevs av Willis J. Gertsch 1974. Leptoneta brunnea ingår i släktet Leptoneta och familjen Leptonetidae. Inga underarter finns listade i Catalogue of Life.